# Paraclonistria nigramala
Paraclonistria nigramala är en insektsart som beskrevs av Michel G. Lelong och Langlois 1998. Paraclonistria nigramala ingår i släktet Paraclonistria och familjen Diapheromeridae. Inga underarter finns listade i Catalogue of Life.